# Bassa (Plateau)
Bassa é uma área de governo local no norte do estado de Plateau, na Nigéria, na fronteira dos estados Kaduna e Bauchi. Sua sede fica na cidade de Bassa em 9° 56′ 00″ N, 8° 44′ 00″ L.
Possui uma área de 1.743 km² e uma população de 186.859 no censo de 2006.
O código postal da área é 930.